# Songs to Learn & Sing
Songs to Learn & Sing — збірка пісень англійської групи Echo & the Bunnymen, яка була випущена 15 листопада 1985 році.

## Композиції
1. Rescue – 3:46
2. The Puppet – 3:05
3. Do It Clean – 2:43
4. A Promise – 3:40
5. The Back of Love – 3:13
6. The Cutter – 3:55
7. Never Stop – 3:29
8. The Killing Moon – 5:46
9. Silver – 3:17
10. Seven Seas – 3:19
11. Bring on the Dancing Horses – 3:56

## Учасники запису
- Іен Маккаллох — вокал, гітара
- Уїлл Сарджент — гітара
- Лес Паттінсон — бас гітара
- Піт де Фрейтас — ударні